# Lee Soon-ok
Lee Soon-ok (* 1947 in Ch’ŏngjin, Nordkorea) ist eine koreanische Menschenrechtsaktivistin. Einer breiteren Öffentlichkeit ist sie bekannt durch ihr Buch Lasst mich Eure Stimme sein!, in dem sie ihr Leben in einem nordkoreanischen Straflager beschreibt. Sie floh 1996 nach Südkorea.

## Leben
Lee Soon-ok wurde 1947 in der nordkoreanischen Stadt Ch’ŏngjin geboren. Während des Koreakrieges zog ihre Familie nach Onsŏng im äußersten nordöstlichen Zipfel Nordkoreas (Provinz Hamgyŏng-pukto). Dort besuchte sie die polytechnische Ra-Hueng-Oberschule. Ab 1963 studierte sie an einer Wirtschaftshochschule. Nach Abschluss des Studiums wurde sie Mitglied der kommunistischen Partei der Arbeit Koreas und arbeitete als Wirtschaftsprüferin in der Wirtschaftsabteilung der Kreisverwaltung von Onsŏng. 1978 wurde sie Leiterin des Versorgungsamtes für die Staatsbetriebe im Landkreis Onsŏng.
In dieser Eigenschaft wurde Lee Soon-ok vom Sicherheitschef des Bezirks aufgefordert, ihm Stoff aus Beständen der volkseigenen Schneidereien für den persönlichen Bedarf abzuzweigen. Als Lee sich weigerte, wurde sie am 26. Oktober 1986 an ihrem Arbeitsplatz verhaftet. Dann wurde sie nach kurzer Gerichtsverhandlung wegen angeblicher Veruntreuung von Staatseigentum und Annahme von Bestechungsgeld zu 13 Jahren Haft im Strafarbeitslager (bzw. Umerziehungslager, koreanisch Kyohwaso) Nr. 1 in Kaech'ŏn (Provinz P’yŏngan-namdo) verurteilt.
Lee Soon-ok lebte dort sechs Jahre und erlebte Sklavenarbeit, Folterung, Hinrichtungen, Hunger und Krankheit. Trotz ihrer etwas bevorzugten Stellung als Buchhalterin im Lager wurde auch sie immer wieder brutal gefoltert und wäre nach eigenen Angaben fast wegen Folter und Krankheit gestorben.
Im Januar 1992 wurde sie nach Bekanntwerden der Unrechtmäßigkeit ihrer Inhaftierung wegen guter Führung entlassen. 1994 flüchtete sie mit ihrem Sohn nach China und versteckte sich dort. Durch die Hilfe ausländischer Botschaftsangehöriger kam sie schließlich nach Hongkong und von dort 1996 nach Südkorea.
Lees Sohn Choi Dong-chul war von 1985 bis 1986 im Rahmen seines Armeedienstes im Wachdienst des Strafarbeitslagers für politische Gefangene Nr. 11 in Kyungsung (Provinz Hamgyŏng-pukto) eingesetzt.

## Kritik an der Glaubwürdigkeit
Chang In-suk (장인숙) stellte, als er Leiter des Verbandes Nordkoreanischer Flüchtlinge (북한이탈주민연합) in Seoul war, die Behauptungen von Lee in Frage. Chang sagte, er wisse aus erster Hand, dass Lee nie eine politische Gefangene gewesen, sondern für Wirtschaftskriminalität verurteilt worden sei. Zahlreiche ehemalige Bürger Nordkoreas stimmten Chang zu, dass die Behauptungen von Lee wahrscheinlich nicht den Tatsachen entsprechen. Jiyoung Song vergleicht die Kritik an Lee mit den Zweifeln an der Glaubwürdigkeit von Shin Dong-hyuk und meint, ein Problem seien die Geldzahlungen, die nordkoreanische Flüchtlinge für Interviews erhalten, was seit Jahren gängige Praxis auf dem Gebiet sei, und dies wirke sich auf die Erzählungen der Flüchtlinge aus, da die Journalisten oder Autoren auf der Suche nach »Geschichten, die sich verkaufen lassen« seien.

## Schriften
- Yi Sun-ok 이순옥: Kkori-ŏpnŭn chimsŭn-dŭrŭi nunbit 꼬리없는 짐승들의 눈빛. Ch’ŏnji-midiŏ 천지미디어 1996, ISBN 89-86144-04-2; Neuauflage: Kkŭrisŭch’an-chŏnŏl ch’ulp’anbu 크리스찬저널 출판부 2003, ISBN 89-951378-3-5.
- Soon Ok Lee: Lasst mich Eure Stimme sein! Sechs Jahre in Nordkoreas Arbeitslagern. Brunnen-Verlag, Gießen 2005, ISBN 3-7655-3848-5.